# Guo Tu
En aquest nom xinès, el cognom és Guo.
Guo Tu (mort el 205) va ser assessor del senyor de la guerra Yuan Shao durant el període de Dinastia Han de la història xinesa. Yuan sovint demanava el seu consell per a les decisions civils i militars.

## Servint sota Yuan Shao
Els exèrcits de Cao Cao i Yuan Shao xocaren a la batalla de Guandu. Yuan n'envià a Chunyu Qiong i altres per protegir els graners Wuchao, on guardava els seus subministraments d'aliments. Cao Cao personalment va dirigir una incursió en Wuchao amb pocs homes disfressats de tropes de Yuan, com per debilitar Yuan. Zhang He, un dels generals de Yuan, li va dir al seu senyor: "Els exèrcits del Duc Cao són d'elit, ells sens dubte derrotaran a Chunyu Qiong. Després que Chunyu Qiong siga derrotat, l'exèrcit es dispersarà. En lloc d'això, deixa'ns a mi i a Gao Lan reforçar Wuchao". Guo va comentar al respecte, "Els plans de Zhang He són roïns. En el seu lloc, deixa'ns atacar la font original (referint-se al campament principal de Cao Cao), el poder de totes passades tornarà al nostre costat." "Aquesta explicació és la raó de per què els reforços no han de ser enviats". Zhang respongué llavors: "El campament del Duc de Cao està solidificat, i n'és molt difícil desarrelar-lo. Si el campament de Chunyu Qiong és capturat serem reduïts i capturats un per un." "Cao serà massa involucrat en la presa de Wuchao per deixar defenses en la rereguarda. Et cuite d'atacar el seu campament principal."
Yuan Shao no n'envià reforços per aidar a Chunyu Qiong, en el seu lloc, va enviar cinc companyies d'homes sota la direcció de Zhang He i Gao Lan amb l'empresa d'atacar el campament principal de Cao. A través d'un ardit amb la participació de Xu Chu i Zhang Liao, en van vèncer Chunyu Qiong i Yuan va ser portat a creure que els graners s'havien defensat amb èxit. L'exèrcit de Yuan Shao va ser atacat per tres costats, quan els homes van tornar de Wuchao, van pujar per la part posterior de Yuan, envoltant les cinc companyies. Això no obstant, Zhang He i Gao Lan van escapar, però el conjunt l'exèrcit de Yuan va ser derrotat. Quan Chunyu va arribar al gruix de l'exèrcit, que era devastat, va ser portat en presència de Yuan. Yuan clamà contra ell preguntant-li perquè les defenses del graner havien estat escasses. Els homes de Chunyu li digueren a Yuan que Chunyu havia estat intoxicat eixa nit, i Chunyu va ser executat immediatament. Guo era avergonyit i va argumentar en contra de Zhang He i Gao Lan, dient-li a Yuan, "Zhang He i Gao Lan s'alegraren quan els seus exèrcits van ser derrotats". Se li va preguntar que com ho sabia i ell va respondre, "Fa temps que volien desertar a Cao Cao, així que quan els vas encarregar aquesta tasca, no s'esforçaren tot el possible i així ens han portat al dit desastre. Yuan llavors va enviar un missatger per cridar i interrogar-los, però Gao que coneixia els plans per endavant va matar el missatger quan n'arribà per cridar-los i tant ell com Zhang realment van desertar a Cao, per no ser eliminats. Ells van ser rebuts calorosament per Cao.

## Després de la mort de Yuan Shao
Després que Yuan Shao morí en el 202, Guo es va convertir en un assessor personal del germà major de Yuan, Yuan Tan. Durant l'atac imminent a la Província de Ji, després de la derrota a Guandu, Guo Tu va ser enviat a reunir les tropes de Yuan Tan. Més enllà, com el líder de la família Yuan s'estava decidint després de la mort de Yuan Shao, Guo Tu va ser enviat a parlar amb el germà menor de Yuan Tan Yuan Shang, el qual Yuan Shao havia destinat per la successió. S'ha d'assenyalar que Yuan Shang tenia dos assessors que van ser molt astuts en els seus tractes, i va ser idea de Guo el separar a eixos dos homes per fer més fàcil que Yuan Tan es guanyara el títol de Yuan Shang. Quan Guo va arribar a Yuan Shang, Yuan Shang li va donar a Yuan Tant el títol de General i li ordenà d'atacar a Cao Cao. Guo va demanar, ja que cap home de Yuan Tan n'era en condicions de donar consells, si Yuan Shang podien enviar els seus dos assessors per ajudar. Yuan Shang només va poder enviar un, el qual acompanyà a Guo de tornada a Yuan Tan. En arribar a Yuan Tan, l'assessor va començar a sospitar i es va retirar a la seva cambra. Després va manar a un missatge a Yuan Shang dient, "Guo Tu és molt astut i és probable que estiga planificant atacar-te després que el tema Cao Cao s'haja resolt. Que jo em trobe ací és només per debilitar la teva situació actual. T'aconselle deixar anar fent a Cao Cao la feina per tu i retenir els reforços". I així ho va fer, però Yuan Tan descobrí l'ardit i va matar a l'assessor del seu germà. Notícies d'açò van arribar a Yuan Shang i començà a preocupar-se per la deserció del seu germà, en aquest cas Cao Cao s'aproparia a la seva ciutat sense oposició, pel que va marxar a ajudar-lo de seguida. Ells van arribar i immediatament foren assetjats per les forces de Cao Cao, patint moltes derrotes. Sent així que Yuan Tan i Shang es anaren a posicions defensives i Cao es va retirar momentàniament. Una vegada més va créixer les sospites entre Yuan Tan i Yuan Shang i Guo recomanà a Yuan Tan fer un banquet per la victòria del seu germà i assassinar-lo en acabat. L'artifici va ser descobert per Yuan Shang, i va portar cinc companyies amb ell per assetjar la ciutat on Yuan Tan residia. Guo, veient la derrota ja definida, aconsellà rendir-se a Cao, cosa que Yuan Tan va passar a fer. Cao anà amb homes i quan va arribar a la ciutat assetjada, Yuan Shang es va retirar a la Província Ji. La Província Ji va ser assetjada i Yuan Shang es va rendir i es va salvar sent perdonat. Yuan Tan anava a casar-se amb una de les filles de Cao i va ser enviat a la capital, lluny de Guo.